# Брисбен-Рэнджес
Брисбен-Рэнджес (англ. Brisbane Ranges National Park) — национальный парк в юго-западном регионе Баруон-Саут-Уэст штата Виктория в Австралии. Площадь парка составляет 7 718 га. Расположен примерно в 80 км к западу от Мельбурна, недалеко от города Мередит. Управляется правительственным агентством Парками Виктории. Охватывает часть Брисбенских хребтов, холмистую местность умеренной высоты.

## Геология
Брисбенские хребты представляют собой ряд невысоких холмов, образующих волнистое плато, ограниченное с востока разломом Роусли, на севере разломом реки Спринг-Крик, а на западе рекой Мурабул. Структура разлома сильно повлияла на местное землепользования. Лесные массивы и базальтовые равнины были расчищены для сельскохозяйственного использования. Кроме этого, обнажение золотоносных пластов Ганноверского разлома привёл к образованию аллювиальных отложений золота в район Штейглица. Разлом Роусли и пересекающие его реки давно являлись предметом рекреационного интереса ущелья Анаки и были одной из причин образования здесь Национального парка в 1973 году.

## Флора и фауна

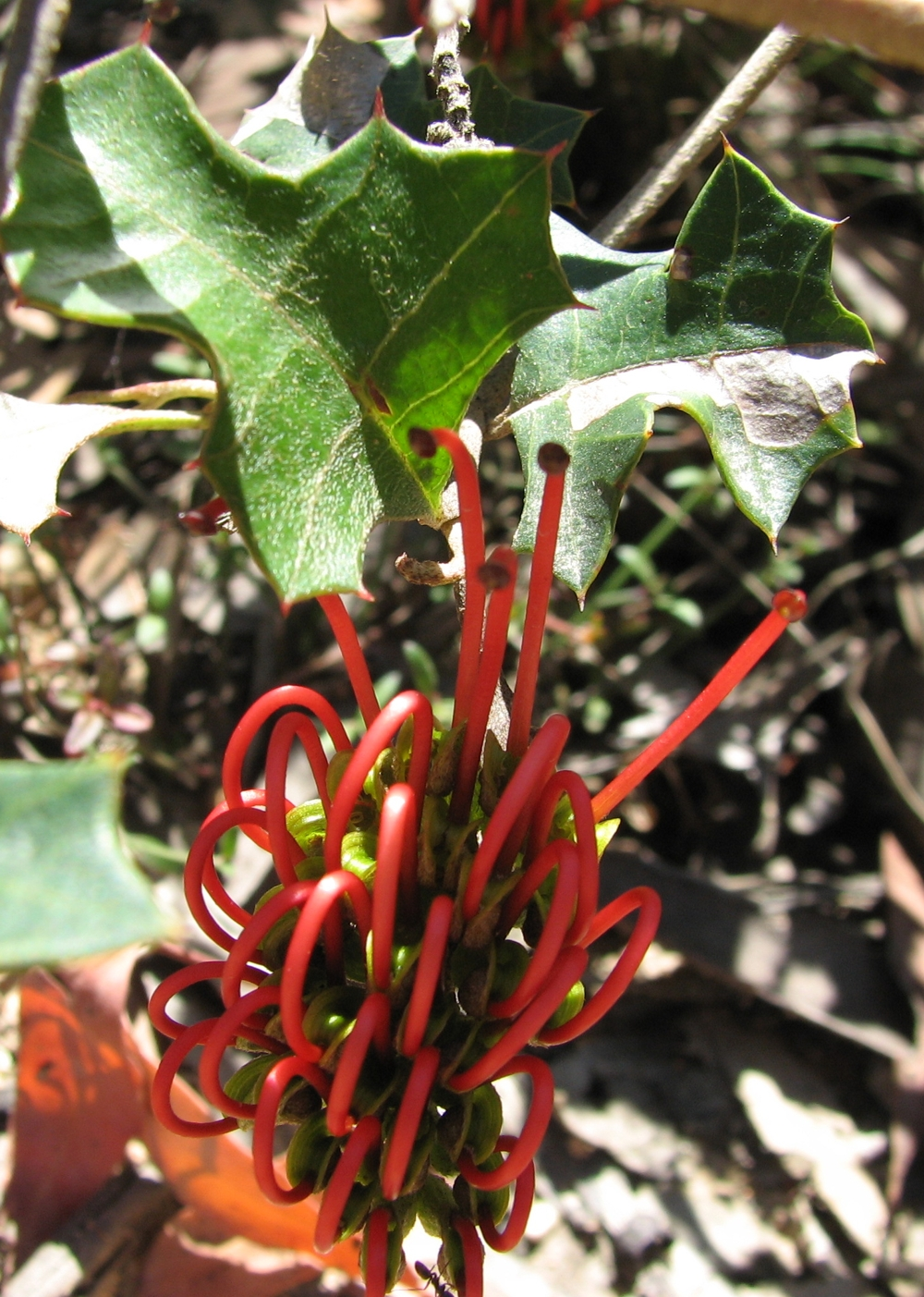
Grevillea steiglitziana, эндемик национального парка Брисбен-Рэнджес

В парке идентифицировано около 619 местных видов растений. Это около четверти всех видов, произрастающих в штате Виктория. Многие из этих видов редкие или встречаются здесь далеко от их фактического ареала. Гревиллея Grevillea steiglitziana встречается только в этом национальном парке. Другие редкие виды включают Olearia pannosa и Grevillea chrysophaea. Весной также особенно заметны травянистые растения, акации и целый ряд видов орхидей.
Из млекопитающих в парке встречаются восточный серый кенгуру, валлаби, ехидны, опоссумы и сахарная сумчатая летяга и коалы. Из 180 зарегистрированных видов птиц наиболее редкие виды, встречающиеся в парке — Lichenostomus melanops из семейства медососовых и белогорлый южноазиатский козодой. Другими встречающимися видами являются сапсан и радужная щурка.

## Достопримечательности
В парке есть несколько туристических троп, из которых самой популярной является прогулка по ущелью Анаки. Другие достопримечательности парка включают природное кольцо Теда Эррея и пешеходную тропу Вадавуррунг. Относительно плоская и подходящая для людей с умеренной физической подготовкой, прогулка предлагает вид на само ущелье и присутствие коал и валлаби в их диком состоянии. Некоторые из местных валлаби относительно не боятся туристов и могут часто наблюдать за проходящими туристами.
В январе 2006 года молния вызвала лесной пожар в историческом районе Штейглиц, который вскоре распространился по Брисбенским хребтам. Несмотря на длительные усилия по борьбе с огнем со стороны пожарных Департамента устойчивого развития и окружающей среды (Правительство Виктории), Парков Виктория и Управления пожарной охраны страны, пожар уничтожил 6,7 тыс. га парковой зоны и уничтожил два дома, хотя обошлось без человеческих жертв. Последующий лесной пожар год спустя также поставил под угрозу большую часть национального парка.